# Ludwigshöh
Ludwigshöh ist eine Hofwüstung im Gebiet der Woiwodschaft Westpommern in Polen, etwa 90 Kilometer nordöstlich von Stettin.
Zu Beginn des 20. Jahrhunderts wurde von dem Dorf Schwedt aus, etwa 1 Kilometer westlich des Dorfes und etwa 500 Meter nordwestlich des Wohnplatzes Althof, ein Einzelhof angelegt, der den Namen Ludwigshöh erhielt. Besitzer um 1919 war ein Ludwig Büttner, letzter Besitzer bis 1945 ein Reinhold Büttner. In Ludwigshöh lebten (Stand 1925) 14 Einwohner. Von Ludwigshöh aus wurden (Stand 1939) 80 Hektar Land bewirtschaftet.
Bis 1945 bildete Ludwigshöh einen Wohnplatz der Landgemeinde Schwedt und gehörte mit dieser zum Landkreis Kolberg-Körlin der Provinz Pommern.
Nach dem Zweiten Weltkrieg kam Ludwigshöh, wie ganz Hinterpommern, an Polen. Heute liegt der Ort wüst. Die Wüstung liegt im Gebiet des Powiat Kołobrzeski (Kolberger Kreis), und zwar an der Grenze zwischen der Gmina Rymań (Landgemeinde Roman) und der Gmina Siemyśl (Landgemeinde Simötzel).